# Фарерські острови
Фаре́рські острови́, чи просто Фаре́ри (фарерською: Føroyar — овечі острови, данською: Færøerne) — архіпелаг на Півночі Атлантичного океану та острівна установча країна, що входить до Королівства Данія. Розташований за 320 км на північний захід від Шотландії, і приблизно на півшляху між Норвегією та Ісландією. Острови мають загальну площу приблизно 1400 км² та населення 52 110 осіб.
Між 1035 і 1814 роками Фарерські острови входили до складу Королівства Норвегія, яке перебувало в персональній унії з Данією з 1380 року. У 1814 році Кільська угода передала Норвегію Швеції, тоді як Данія зберегла свої атлантичні території, до яких входили Фарерські острови, Гренландія та Ісландія.
Як частина Королівства Данії, Фарерські острови мають самоуправління з 1948 року, контролюючи більшість управління територією, крім військової оборони, поліції, правосуддя, валюти та закордонних справ. Оскільки Фарерські острови не є частиною тієї ж митної зони, що й Данія, Фарерські острови мають незалежну торговельну політику та можуть укладати торговельні угоди з іншими державами. Фарерські острови мають широку двосторонню угоду про вільну торгівлю з Ісландією, відому як Угода Хойвіка. У Північній раді вони представлені як частина данської делегації. У деяких видах спорту Фарерські острови виставляють свої національні команди. Вони не стали частиною Європейської економічної спільноти в 1973 році, натомість зберегли автономію над своїми рибальськими водами.

## Загальні відомості
Фарерські острови відокремлені один від одного глибокими і вузькими фіордами. Острови мають вулканічне походження. У результаті подальшого вивітрювання на деяких островах утворилися гострі та високі стрімчаки і сформувався у багатьох місцях досить тонкий шар ґрунту. На островах майже постійно дмуть суворі вітри, тому там мало дерев, хоча їх спеціально розводять у штучно захищених районах. На берегах островів живуть великі зграї морських птахів, а густа трава слугує їжею для овець. Вівчарство є важливою статтею доходу громадян, водночас більшість острів'ян зайнята рибальством. Море навколо островів багате на рибу, зокрема тріску і пікшу. Після укладення угоди у 1990 р. між Данією та Великою Британією зросли перспективи на прибережний видобуток нафти у зоні шельфу. Видобуток було розпочато у 2006 році.

## Географія

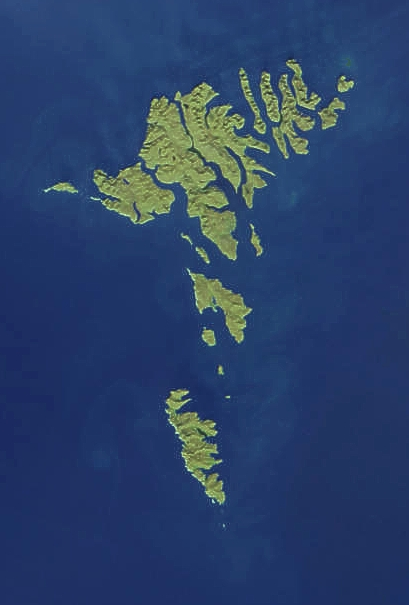
Фарерські острови з космосу

Столицею і головним портом островів є місто Торсгавн (населення приблизно 19200 в 2005 році), розташоване на південно-східному узбережжі острова Стреймой. Другий за величиною населений пункт Фарерських островів — Клаксвік (4773 людини).
Архіпелаг Фарерських островів складається з 18 островів, 17 з яких населені. Основні острови: Стреймой, Естурой, Сувурой, Воар, Сандой, Борой. Найбільший острів — Стреймой (373,5 км²). Загальна площа всіх островів — 1395,74 км².
Відстань до Ісландії — 450 км, до Норвегії — 675 км, до Копенгагена — 1117 км. Економічна морська зона становить 200 морських миль від берегової лінії Фарерських островів.
Найвищою точкою островів є пік Слаттаратіндур на острові Естурой — заввишки 882 м над рівнем моря. Фарерські острови пронизані численними фіордами і мають порізану берегову лінію.

## Природа
Коли після закінчення останнього льодовикового періоду льодовик розтопився, приблизно 10–20 000 років тому, на островах були голі скелі, де майже не було рослин. Деякі арктичні види, такі як Hesperevax acaulis і Papaver radicatum, ймовірно, пережили льодовиковий період на деяких гірських вершинах, але переважна більшість рослин прибула після. На Фарерських островах панують арктично-альпійські рослини, польові квіти, трави, мохи та лишайники. На великій частині територій низовинних луків переважають вересові, головним чином, Calluna vulgaris. Із деревних рослин тут є Salix herbacea, Salix phylicifolia, Salix lanata, Salix arctica. Острови, в більшості своїй, зважаючи на постійні сильні вітри безлісі, хоча є посадки міцних хвойних порід, клена та гірського ясена. Види родом з Аляски, такі як Pinus contorta, Picea sitchensis, Salix alaxensis теж добре адаптувалися до умов Фарерських островів. Панівними в альпійській зоні є мохи роду Racomitrium.
Фарерські острови є місцем проживання 300 або близько того видів птахів і близько 2 мільйонів пар. Тільки кілька видів диких наземних ссавців живуть на островах — усі завезені людиною. Три види процвітають: заєць білий (Lepus timidus), сірий пацюк (Rattus norvegicus) і хатня миша (Mus musculus). Тев'як (Halichoerus grypus) поширений навколо берегової лінії. Кілька видів китоподібних живуть у водах навколо Фарерських островів: гринда звичайна (Globicephala melas), косатка (Orcinus orca). На Фарерах живе близько 50 000 людей і 70 000 фарерських овець. Також місцевими породами домашніх тварин є фарерські поні, фарерська корова, фарерська гуска і фарерська качка.
Природно, амфібії не живуть на Фарерських островах. Але останнім часом жаба трав'яна була введена і успішно розмножується на о. Ноульсой. Мухи, метелики, павуки, жуки, слимаки, равлики, дощові черв'яки та інші дрібні безхребетні є частиною місцевої фауни Фарерських островів; недавньою інтродукцією є оса звичайна (Vespula vulgaris).

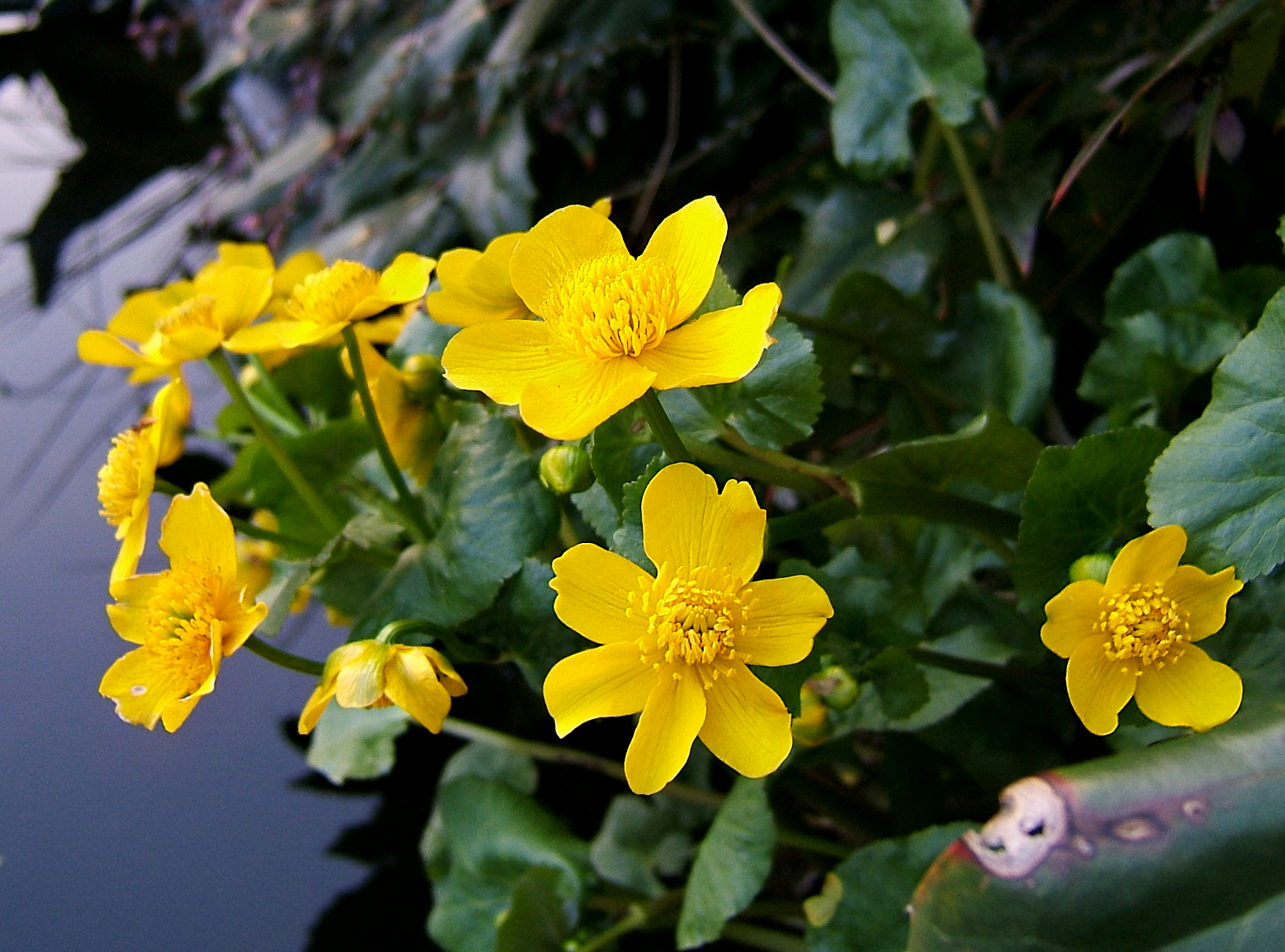
Калюжниця болотяна поширена на Фарерських островах
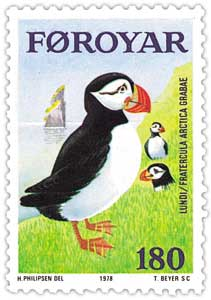
Тупик атлантичний
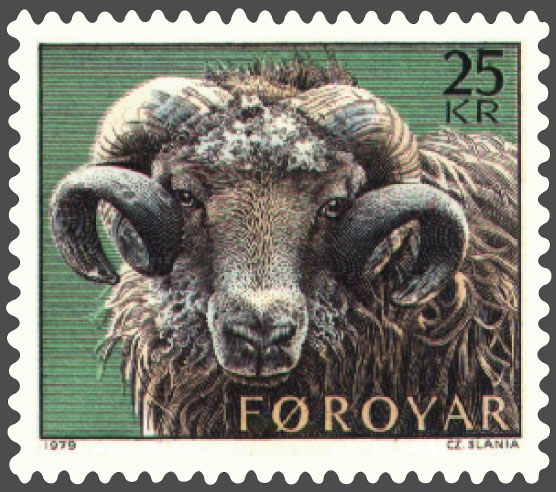
Фарерська вівця

## Історія
Фарерські острови мають багату історію, що охоплює понад тисячу років. Перші згадки про острови датуються IX століттям, хоча деякі археологічні свідчення вказують на те, що на островах могли тимчасово проживати ірландські монахи ще до приходу вікінгів.
У IX столітті острови були заселені норвезькими вікінгами, які принесли з собою скандинавську мову, культуру та традиції. Вважається, що перші постійні поселенці прибули з Норвегії та західної Шотландії, включаючи групи, які тікали від правління короля Гаральда Прекрасноволосого.
Фарерські острови стали частиною Норвезького королівства у X столітті. У 1035 році, після смерті норвезького ярла Торстейна Хальдарсона, острови остаточно були інкорпоровані до складу королівства. Після утворення особистої унії між Норвегією та Данією у 1380 році, острови опинилися під спільним управлінням.
З 1814 року, згідно з Кільським договором, Норвегія перейшла під владу Швеції, але Фарери залишилися під владою Данії, разом з Гренландією та Ісландією.
Протягом XIX століття Фарери залишались ізольованим аграрним суспільством, хоча у 1856 році Данія скасувала торговельну монополію, що стимулювало економічний розвиток. У XX столітті розпочалась модернізація островів, особливо завдяки розвитку рибальства та морської інфраструктури.
Під час Другої світової війни Фарерські острови були окуповані Великою Британією (1940–1945) для запобігання можливому захопленню нацистською Німеччиною після окупації Данії.
У 1948 році Фарери отримали автономний статус у складі Королівства Данії, який передбачає власний парламент (Льогтинг) та уряд. Вони мають широку автономію в більшості внутрішніх справ, включаючи риболовлю, освіту та охорону здоров’я, але залишаються під юрисдикцією Данії у питаннях оборони, судочинства та зовнішньої політики.
У XXI столітті на Фарерах періодично ведуться дискусії щодо можливого здобуття повної незалежності, однак більшість населення наразі підтримує збереження автономії в межах Данії.

## Клімат
Клімат Фарерських островів класифікується як субполярний океанічний (Cfc за класифікацією кліматів Кеппена). На деяких островах, особливо в горах, клімат більш суворий, проте інші райони, переважно узбережжя та низини, можуть мати дуже м'які зими. На загальний характер клімату островів впливає тепла Північно-Атлантична течія, а також загальне потепління Атлантичного океану. Віддаленість островів від материка призводить до того, що повітряні потоки над сушею не впливають на клімат островів. Це гарантує, що зими будуть м'якими (середня температура від 3,0 до 4,0° C, у той час як літо прохолодне (середня температура від 9,5 до 10,5° C).
На островах вітряно, хмарно і прохолодно протягом всього року, у середньому 210 дощових або снігових днів щороку.
Клімат може сильно змінюватися на невеликих відстанях через висоту, океанські течії, топографію та вітри. Опади значно варіюються по всьому архіпелагу. У деяких гірських районах сніговий покрив може триматися місяцями, а снігопади можливі протягом більшої частини року (на найвищих вершинах літній снігопад не рідкість), у той час як в деяких захищених прибережних районах сніг може не випадати декілька років поспіль. У Торсгавні морози спостерігаються частіше, ніж в інших, більш південних районах (49 морозних днів щороку). Сніг також спостерігається тут набагато частіше, ніж на прилеглих островах. Рекордно теплою зимою була зима 2016-17 років (середня температура 6,1° C).
| Клімат Торсгавна (1981–2010, екстремуми 1961–2010)                                            | Клімат Торсгавна (1981–2010, екстремуми 1961–2010) | Клімат Торсгавна (1981–2010, екстремуми 1961–2010) | Клімат Торсгавна (1981–2010, екстремуми 1961–2010) | Клімат Торсгавна (1981–2010, екстремуми 1961–2010) | Клімат Торсгавна (1981–2010, екстремуми 1961–2010) | Клімат Торсгавна (1981–2010, екстремуми 1961–2010) | Клімат Торсгавна (1981–2010, екстремуми 1961–2010) | Клімат Торсгавна (1981–2010, екстремуми 1961–2010) | Клімат Торсгавна (1981–2010, екстремуми 1961–2010) | Клімат Торсгавна (1981–2010, екстремуми 1961–2010) | Клімат Торсгавна (1981–2010, екстремуми 1961–2010) | Клімат Торсгавна (1981–2010, екстремуми 1961–2010) | Клімат Торсгавна (1981–2010, екстремуми 1961–2010) |
| Показник                                                                                      | Січ.                                               | Лют.                                               | Бер.                                               | Квіт.                                              | Трав.                                              | Черв.                                              | Лип.                                               | Серп.                                              | Вер.                                               | Жовт.                                              | Лист.                                              | Груд.                                              | Рік                                                |
| Абсолютний максимум, °C                                                                       | 11,6                                               | 12,0                                               | 12,3                                               | 18,3                                               | 19,7                                               | 20,0                                               | 20,2                                               | 22,0                                               | 19,5                                               | 15,2                                               | 14,7                                               | 13,2                                               | 22,0                                               |
| Середній максимум, °C                                                                         | 5,8                                                | 5,6                                                | 6,0                                                | 7,3                                                | 9,2                                                | 11,1                                               | 12,8                                               | 13,1                                               | 11,5                                               | 9,3                                                | 7,2                                                | 6,2                                                | 8,8                                                |
| Середня температура, °C                                                                       | 4,0                                                | 3,6                                                | 4,0                                                | 5,2                                                | 7,0                                                | 9,0                                                | 10,7                                               | 11,0                                               | 9,6                                                | 7,5                                                | 5,5                                                | 4,3                                                | 6,8                                                |
| Середній мінімум, °C                                                                          | 1,7                                                | 1,3                                                | 1,7                                                | 3,0                                                | 5,1                                                | 7,1                                                | 9,0                                                | 9,2                                                | 7,6                                                | 5,4                                                | 3,4                                                | 2,1                                                | 4,7                                                |
| Абсолютний мінімум, °C                                                                        | −8,8                                               | −11                                                | −9,2                                               | −9,9                                               | −3                                                 | 0,0                                                | 1,5                                                | 1,5                                                | −0,6                                               | −4,5                                               | −7,2                                               | −10,5                                              | −11                                                |
| Середня кількість сонячних годин на місяць                                                    | 14                                                 | 36                                                 | 71                                                 | 106                                                | 124                                                | 125                                                | 111                                                | 98                                                 | 80                                                 | 49                                                 | 20                                                 | 6                                                  | 840                                                |
| Норма опадів, мм                                                                              | 157.7                                              | 115.2                                              | 131.6                                              | 89.5                                               | 63.3                                               | 57.5                                               | 74.3                                               | 96.0                                               | 119.5                                              | 147.4                                              | 139.3                                              | 135.3                                              | 1321.3                                             |
| Днів з опадами                                                                                | 22                                                 | 17                                                 | 21                                                 | 16                                                 | 13                                                 | 12                                                 | 13                                                 | 13                                                 | 18                                                 | 22                                                 | 21                                                 | 22                                                 | 210                                                |
| Днів зі снігом                                                                                | 8,3                                                | 6,6                                                | 8,0                                                | 4,4                                                | 1,5                                                | 0                                                  | 0                                                  | 0                                                  | 0,1                                                | 1,4                                                | 5,5                                                | 8,2                                                | 44                                                 |
| Вологість повітря, %                                                                          | 90                                                 | 89                                                 | 89                                                 | 87                                                 | 88                                                 | 88                                                 | 90                                                 | 90                                                 | 90                                                 | 90                                                 | 89                                                 | 90                                                 | 89                                                 |
| --------------------------------------------------------------------------------------------- | -------------------------------------------------- | -------------------------------------------------- | -------------------------------------------------- | -------------------------------------------------- | -------------------------------------------------- | -------------------------------------------------- | -------------------------------------------------- | -------------------------------------------------- | -------------------------------------------------- | -------------------------------------------------- | -------------------------------------------------- | -------------------------------------------------- | -------------------------------------------------- |
| Джерело: Danish Meteorological InstituteNOAA (sun, humidity and precipitation days 1961—1990) |                                                    |                                                    |                                                    |                                                    |                                                    |                                                    |                                                    |                                                    |                                                    |                                                    |                                                    |                                                    |                                                    |

## Відомі особистості
- Олаф Фінсен (1859—1937) — фарерський політичний діяч, перший в історії Фарерських островів фармацевт.
- Нільс Рюберг Фінзен (1860—1904) — фарерсько-данський науковець і фізіотерапевт, лауреат Нобелівської премії в галузі фізіології або медицини.
- Вільям Гейнесен (1900—1991) — данський письменник, лауреат Літературної премії Північної Ради (1965) і Скандинавської премії Шведської академії (1987).
- Кай Лео Йоганнесен (*1964) — фарерський футболіст, гандболіст, бізнесмен, політик, 12-й прем'єр-міністр Фарерських островів (2008—2015).

## Цікавинки
- Віза в Данію не надає її власникові права на відвідини Фарерських островів, якщо це не вказано безпосередньо у візі. Це обмеження також розповсюджується на решту території Данії для віз виданих Фарерами[10].
- Коупаконан — статуя «жінки-тюленя» з фарерської міфології у селищі Мікладалур.

## Традиції
- Традиційно фарерці відзначають свято Grindadrap, котре сягає корінням давніх варварських часів. Воно полягає в полюванні на дельфінів. У вересні 2021 року фарерські рибалки вполювали 1428 дельфінів (переважно — білобоких дельфінів), що стало найбільшою лічбою убитих тварин за останні роки[11].

## Галерея

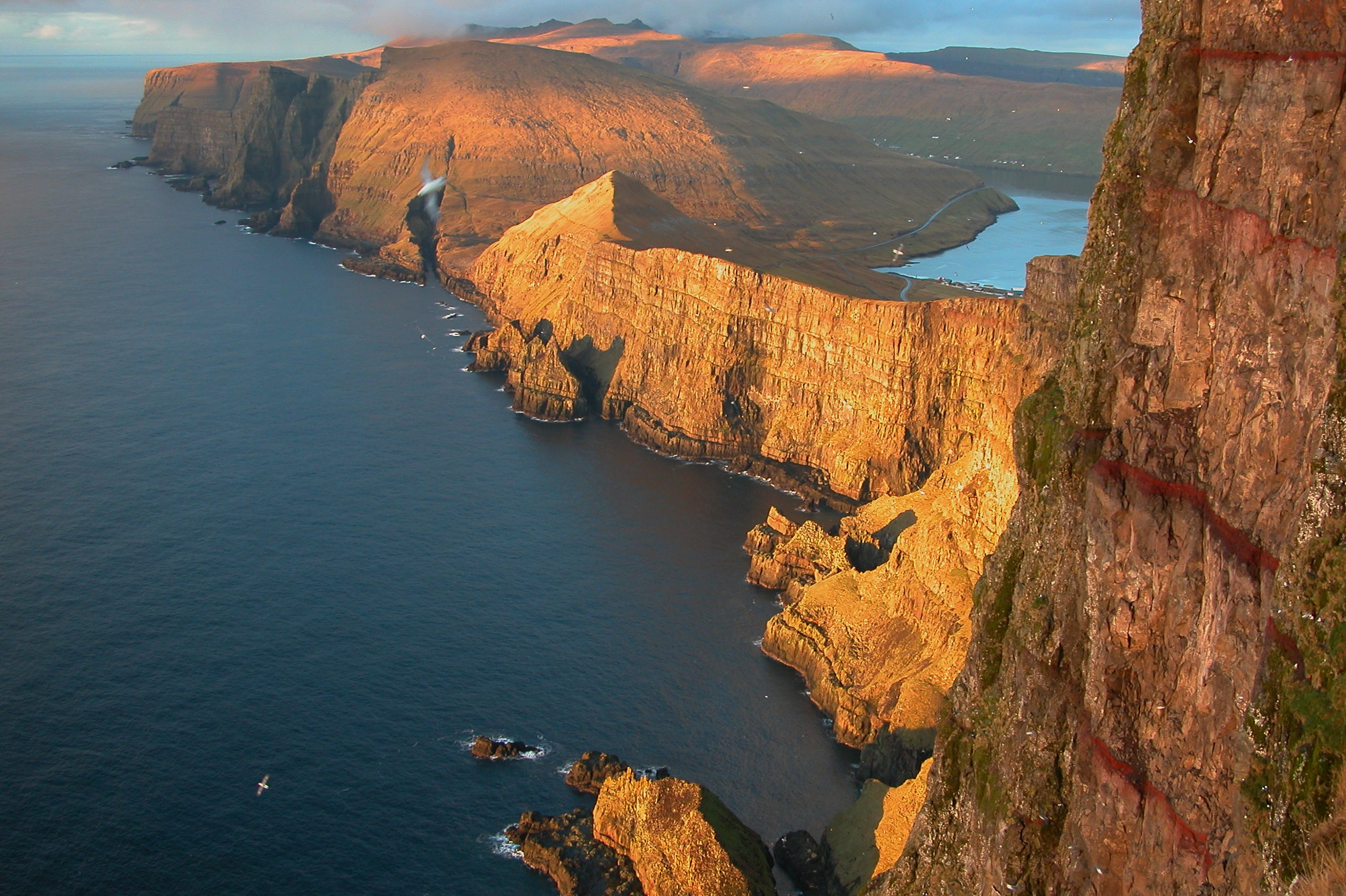
Західний берег острова Сувурой
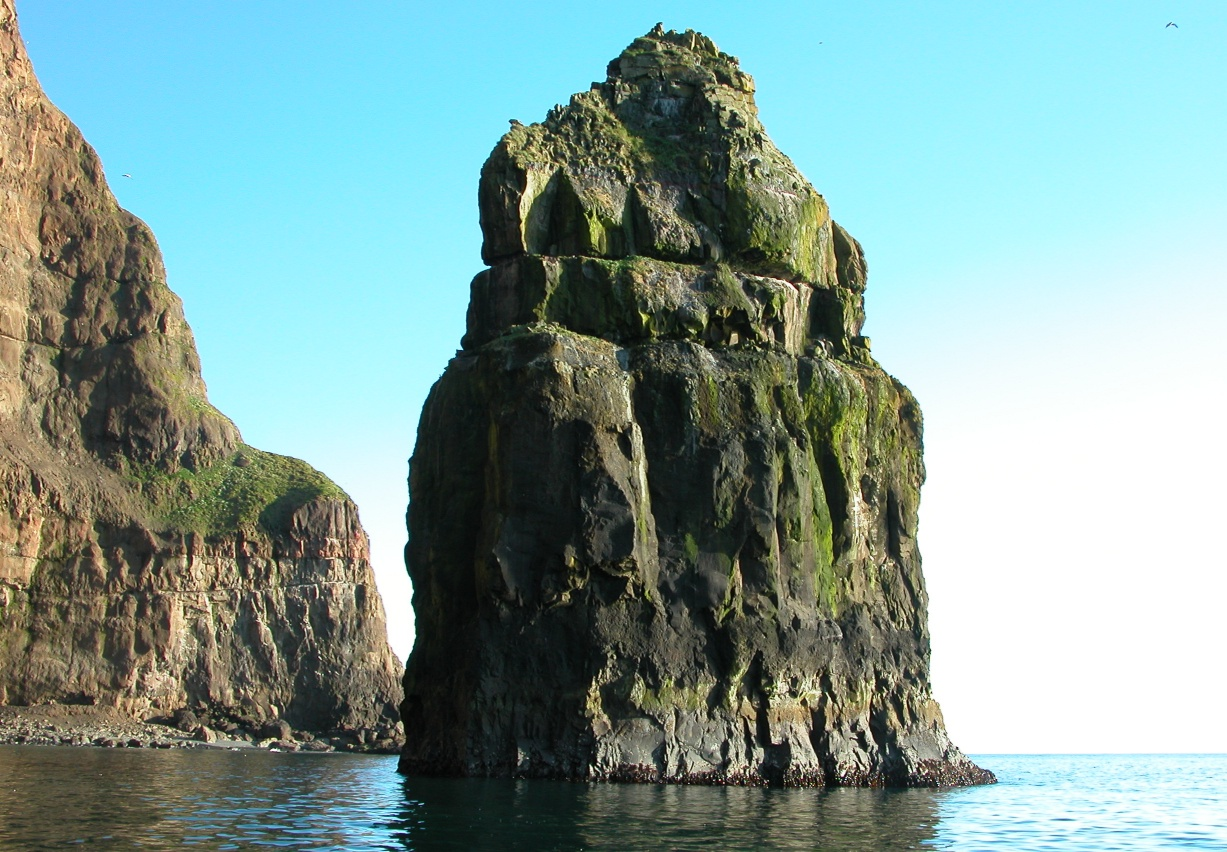
Скеля біля острова Сувурой
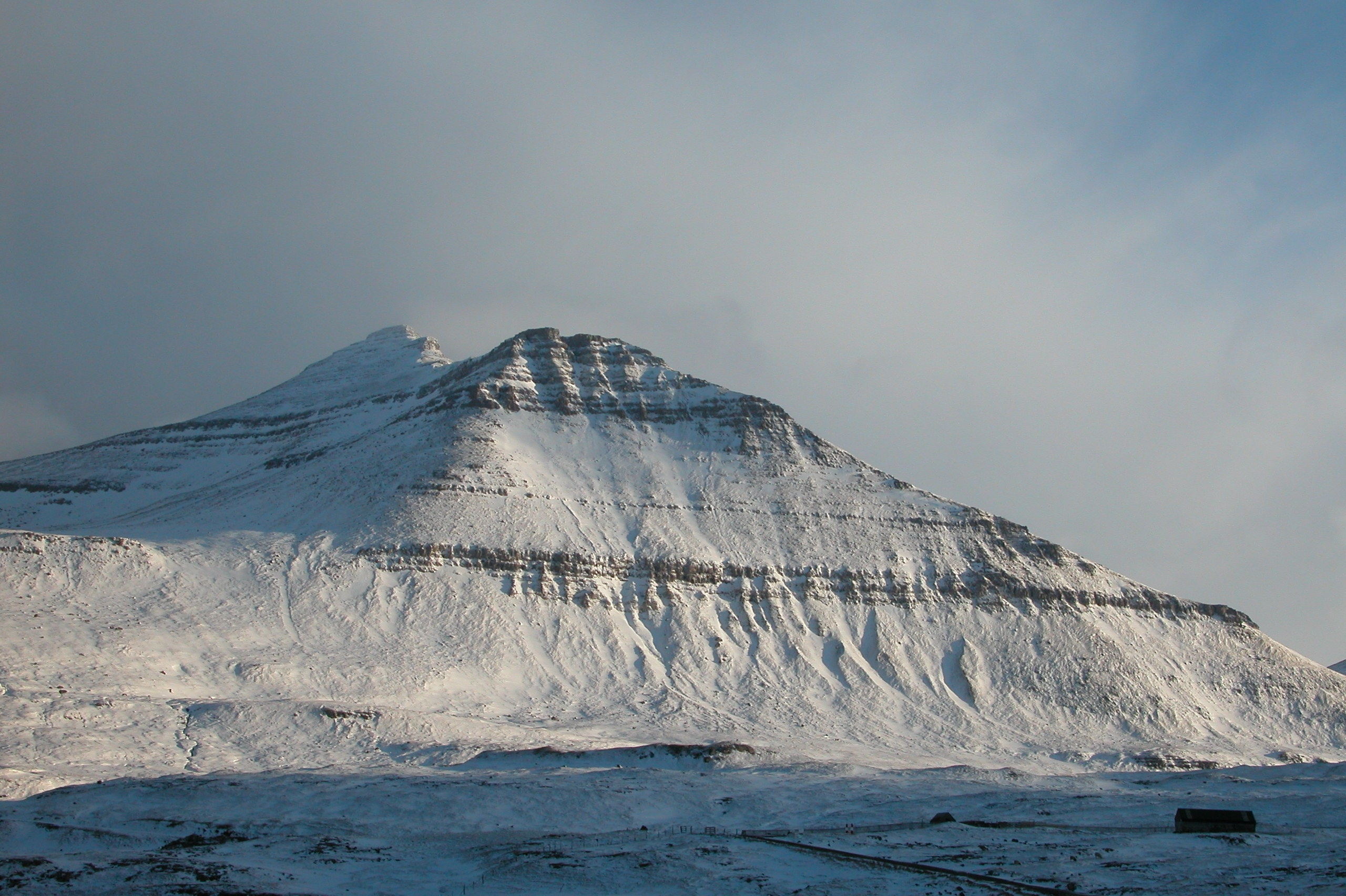
Гора Слаттаратіндур, найвища вершина Фарерських островів
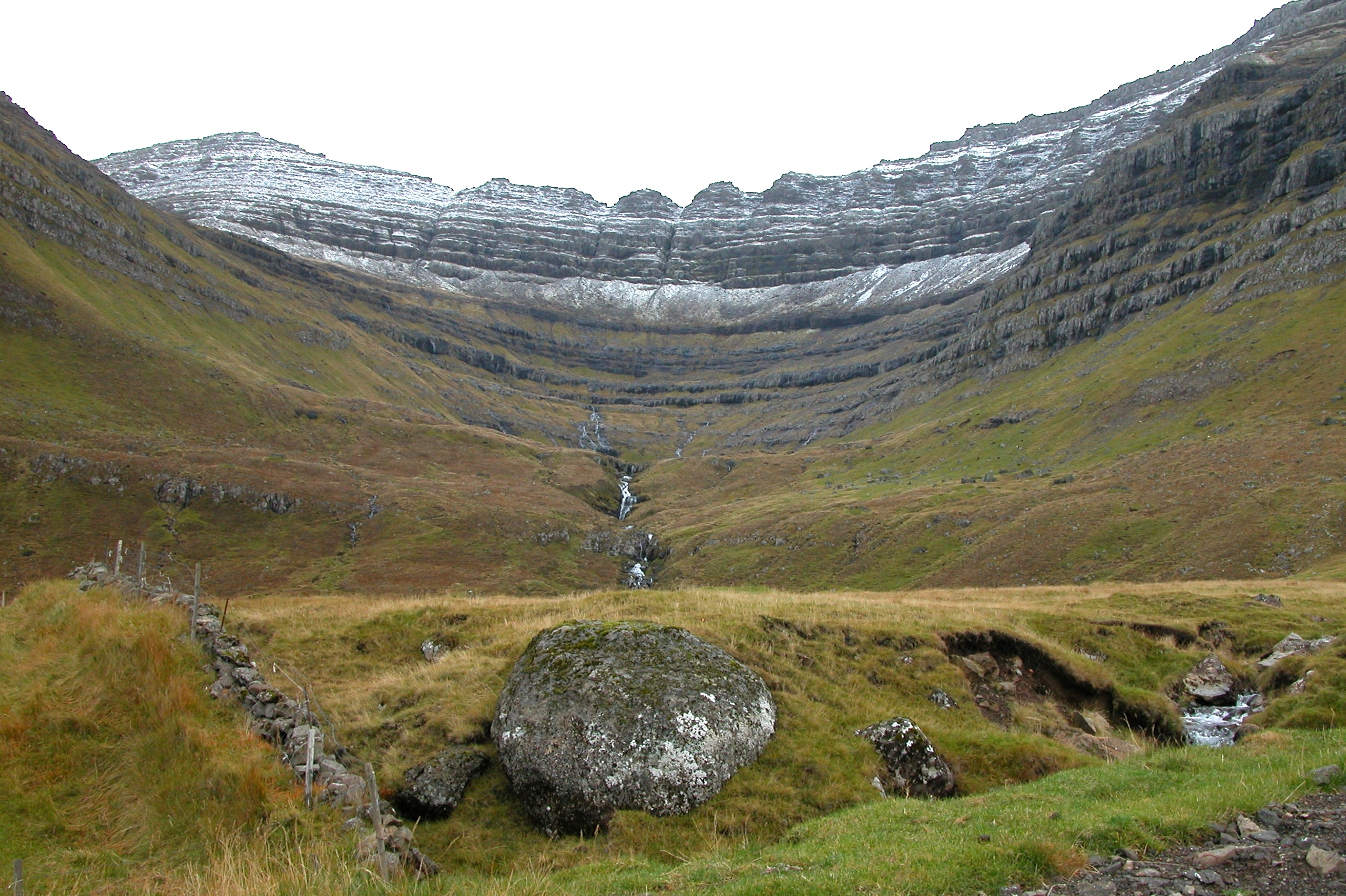
Долина на острові Куной
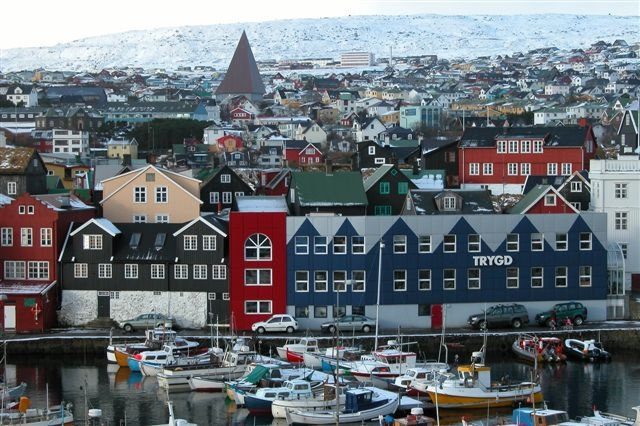
Торсгавн, столиця Фарерських островів
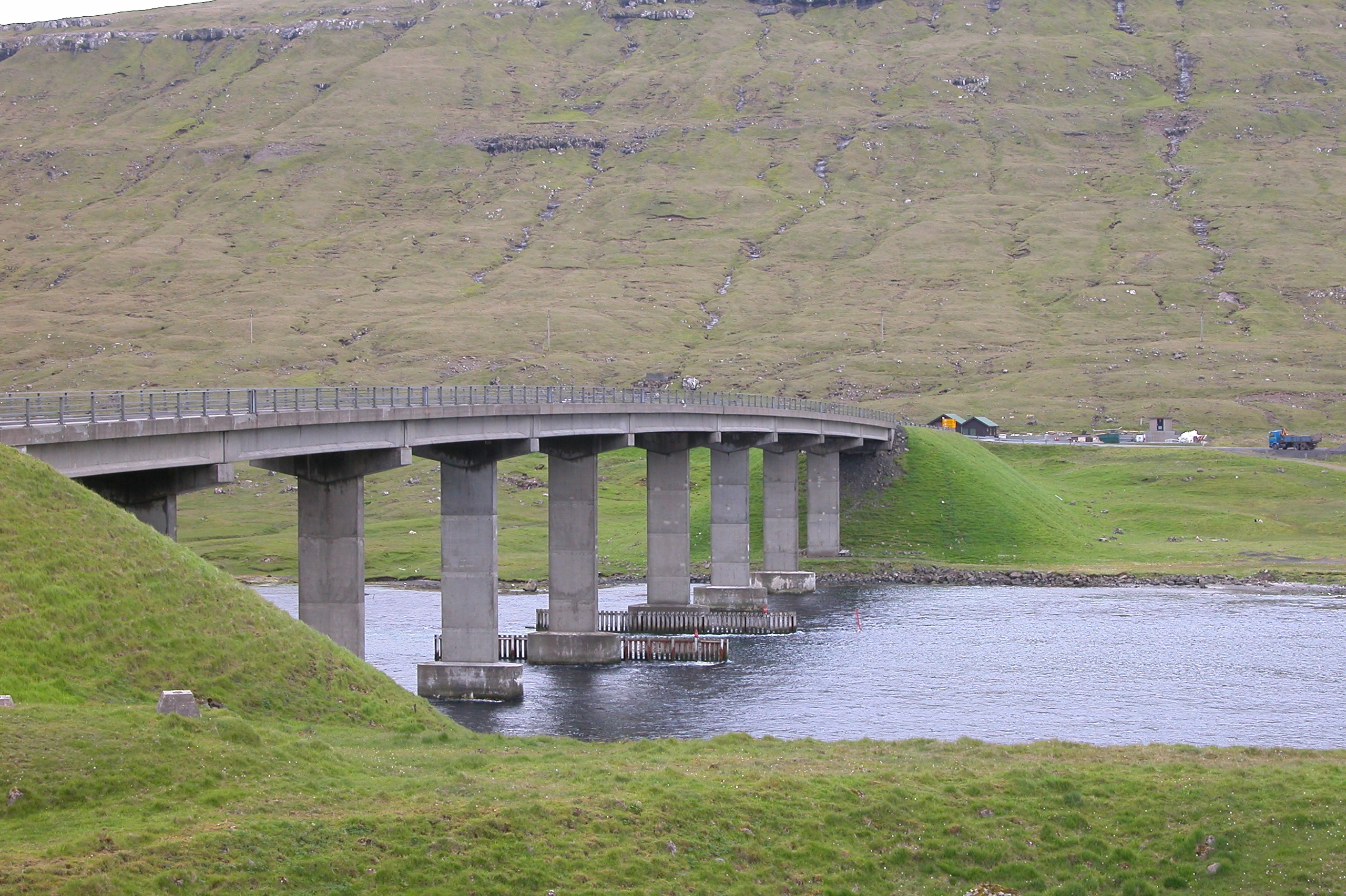
Міст через Стреймін
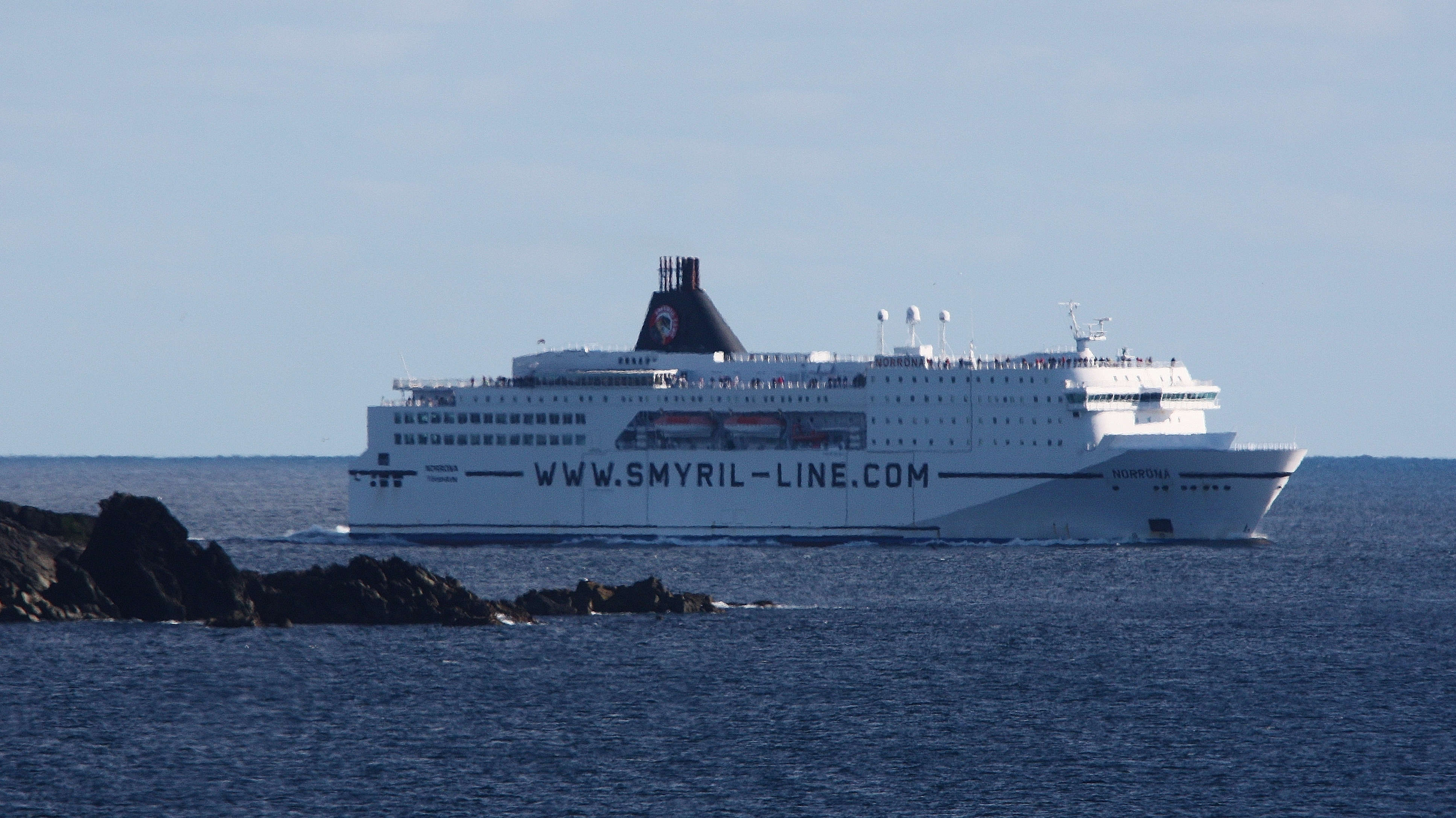
Пором «Норрона» біля Фарерських островів
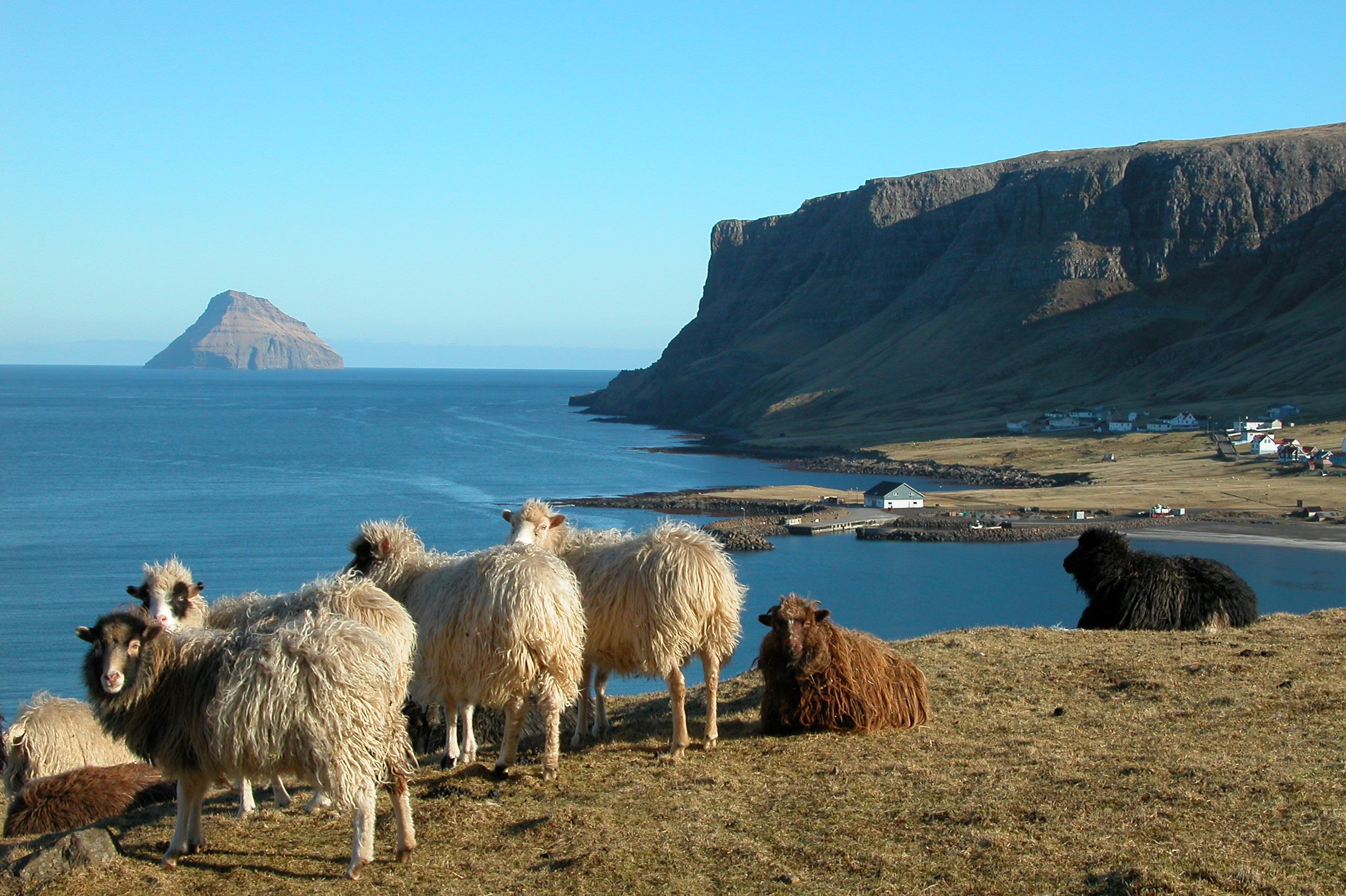
Фарерські вівці
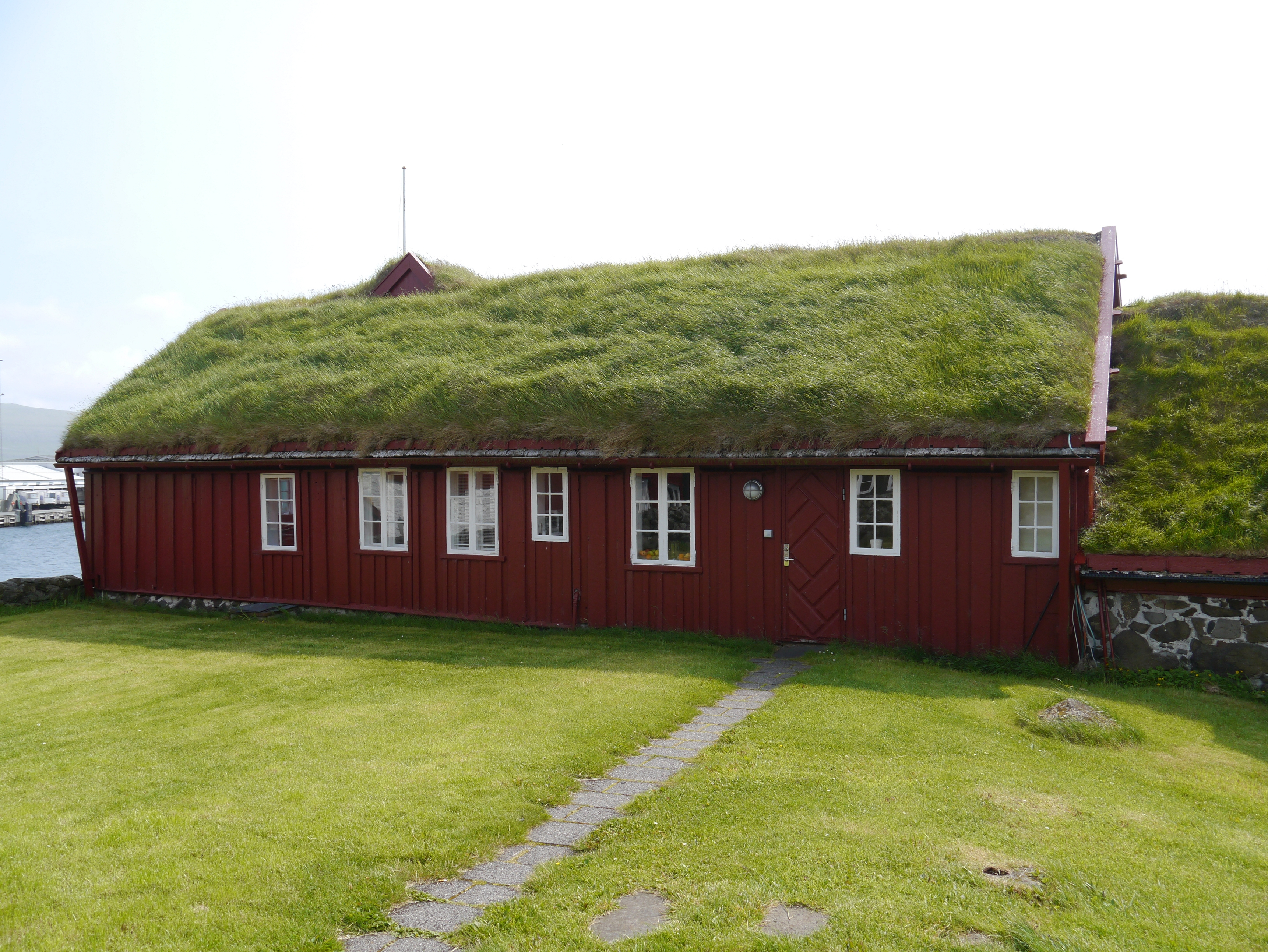
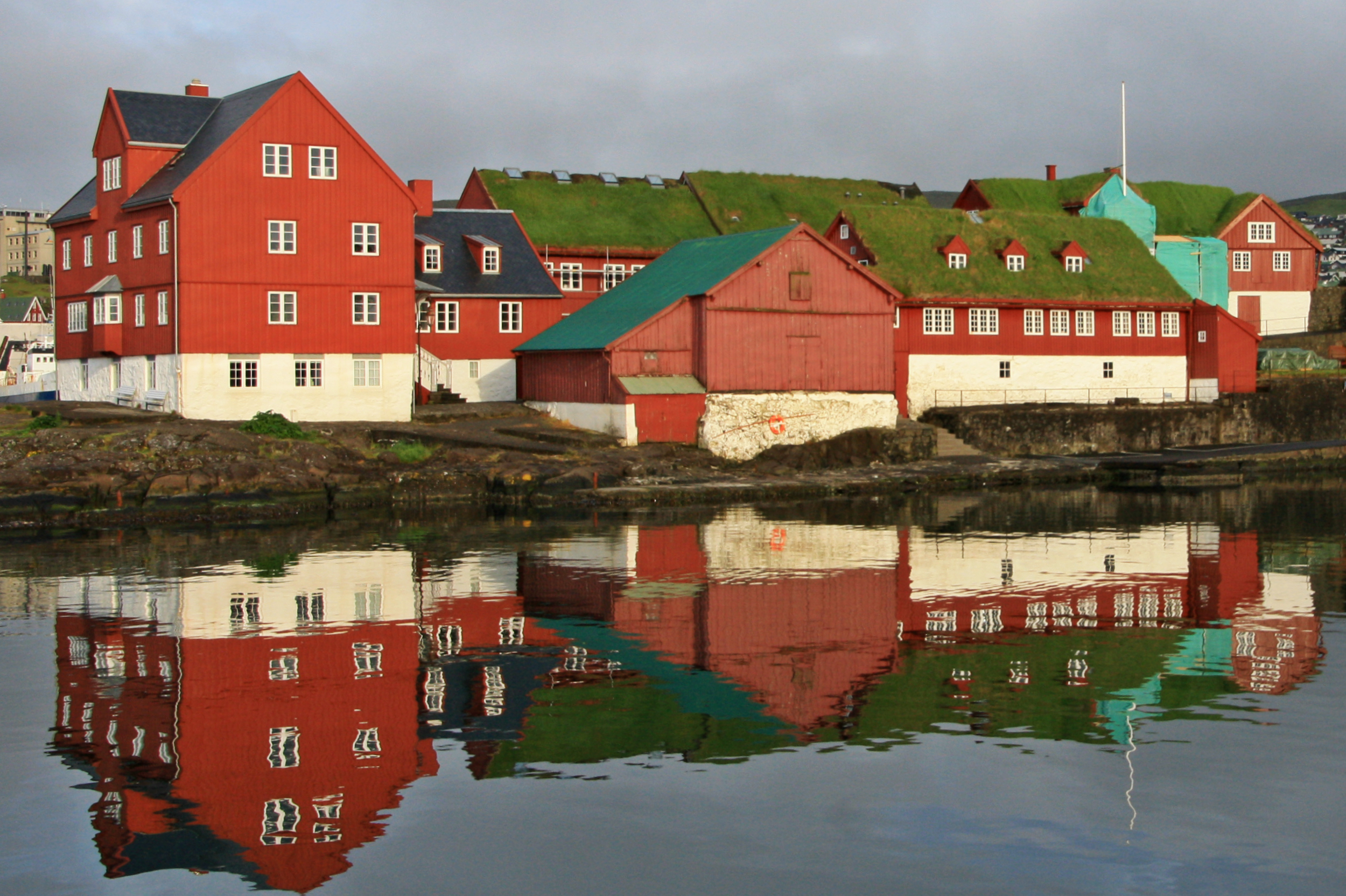
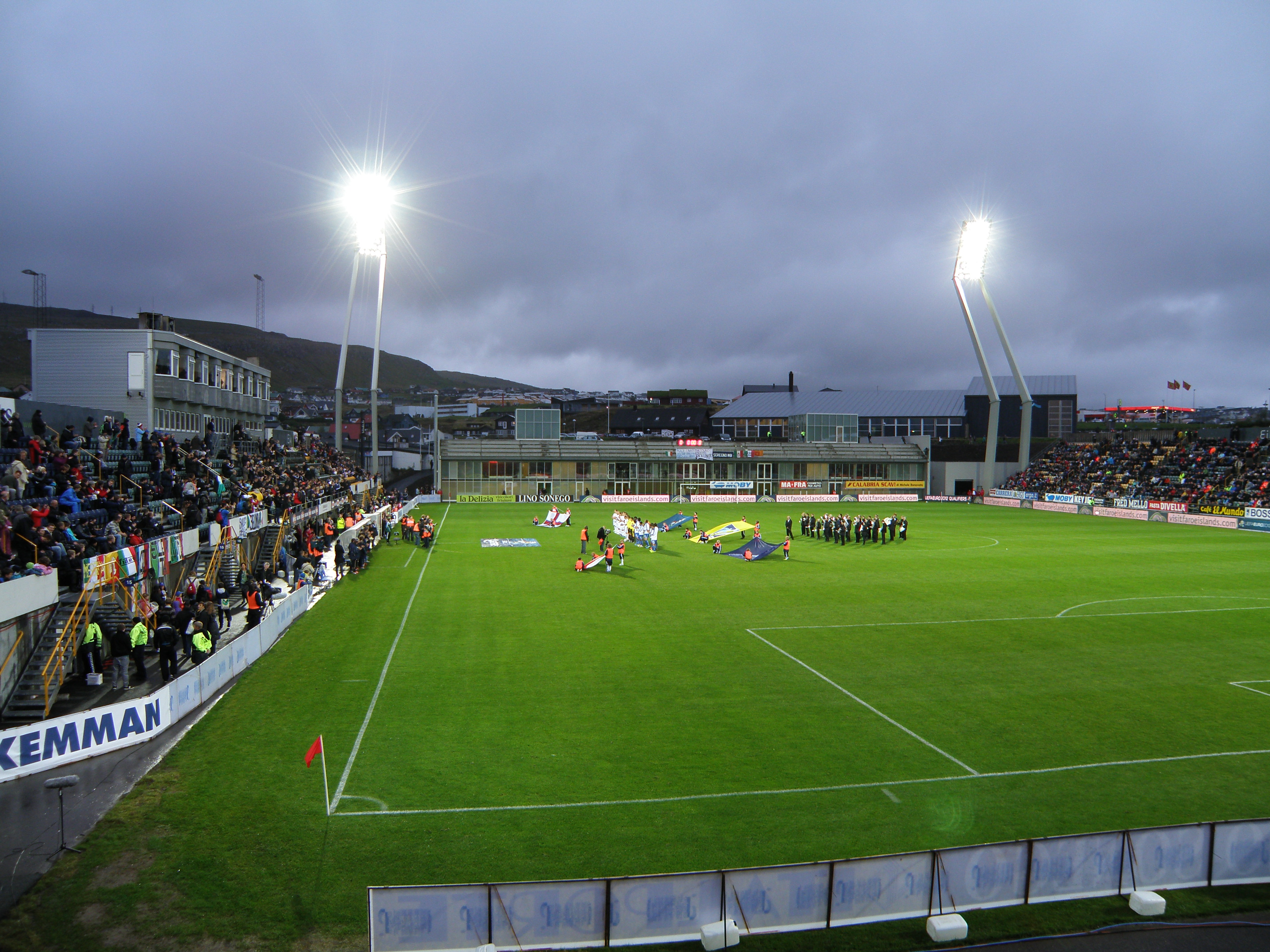
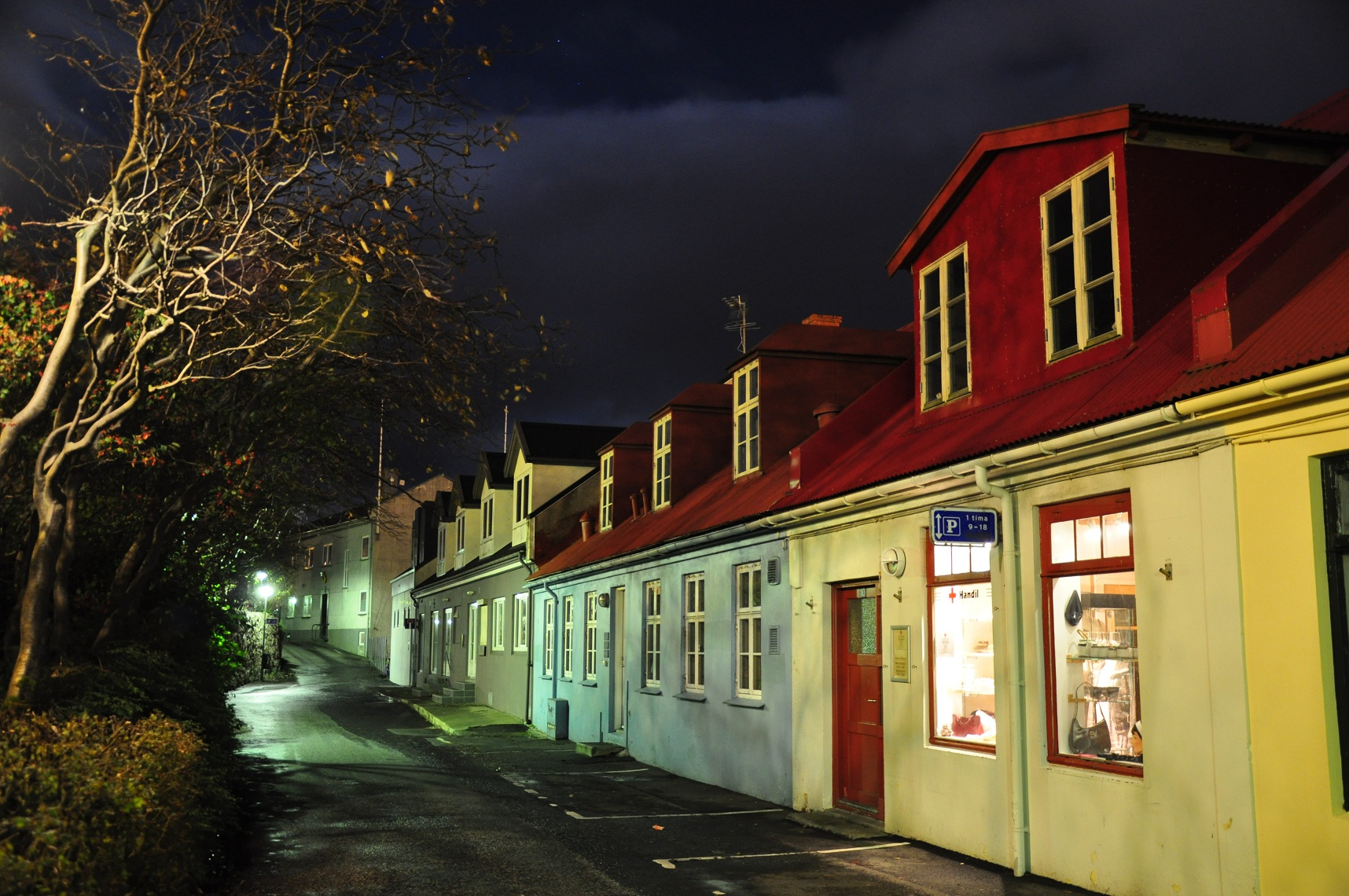
Одна з вуличок Торсгавну вночі
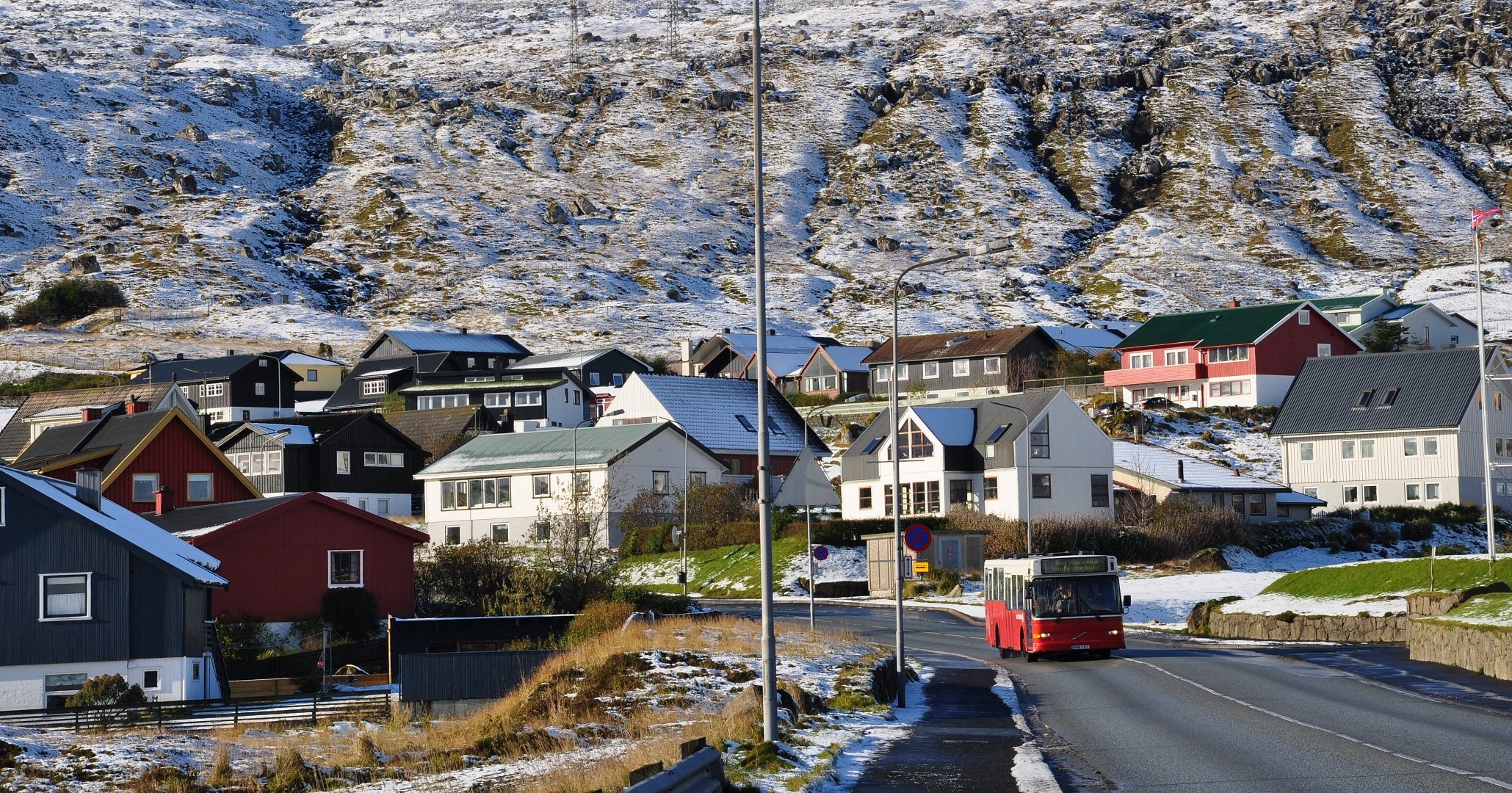
Автобус
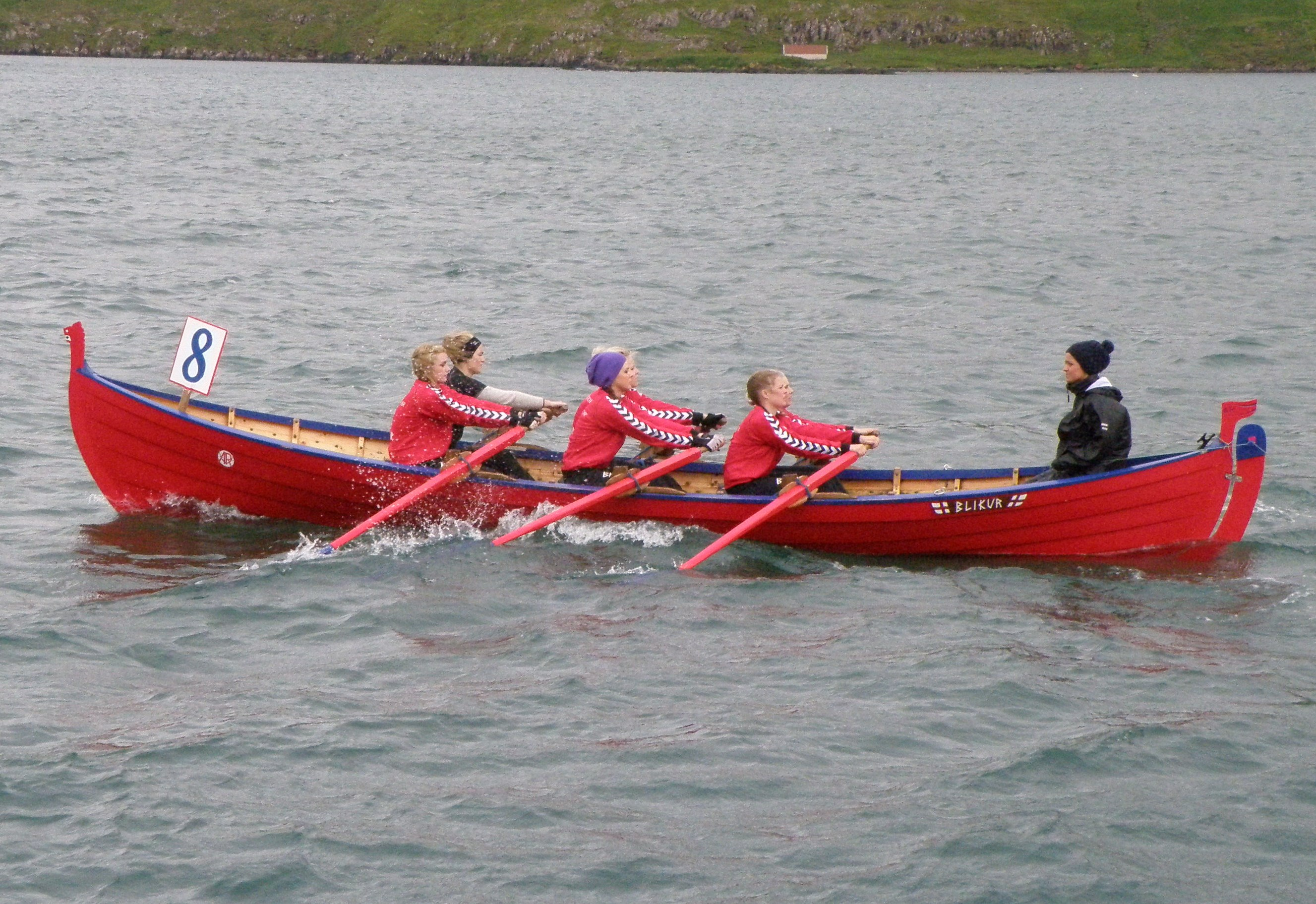
Змагання на човнах
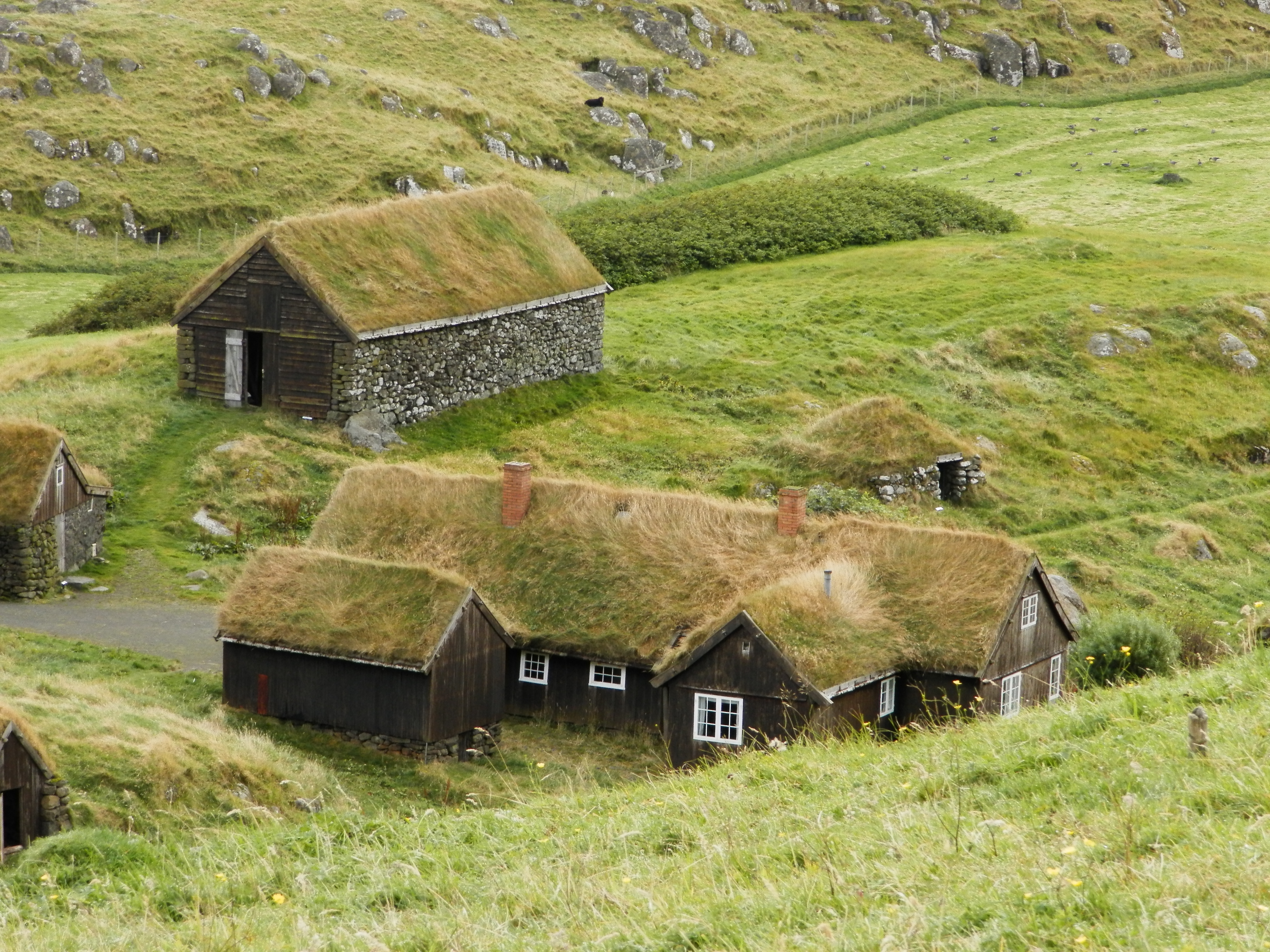